# Ögmundur Kristinsson
En aquest nom islandès, el darrer nom és un patronímic, no pas un cognom. La manera de referir-se a aquesta persona és pel nom de pila.
Ögmundur Kristinsson (nascut el 19 de juny de 1989) és un porter de futbol professional islandès, que actualment juga per al SBV Excelsior neerlandès.